# Antarctique durant la Seconde Guerre mondiale
Pendant la Seconde Guerre mondiale, l'Antarctique est le sujet de revendications et une série d'expéditions scientifiques.
Les événements survenus sur le continent Austral de 1939 à 1945 commencent par la troisième expédition antarctique allemande (1938-1939). L'Antarctique au cours de cette période fait l'objet de multiples expéditions scientifiques sans aucune documentation sur les combats se déroulant sur le continent. De nombreux pays tels que la Grande-Bretagne, les États-Unis et d'autres ont cherché à revendiquer des terres en envoyant des forces d'expédition dans l'espoir que la guerre masquerait leurs avancées sur les terres antarctiques.

## Contexte

### Troisième expédition antarctique allemande et Nouvelle-Souabe (1938-1939)

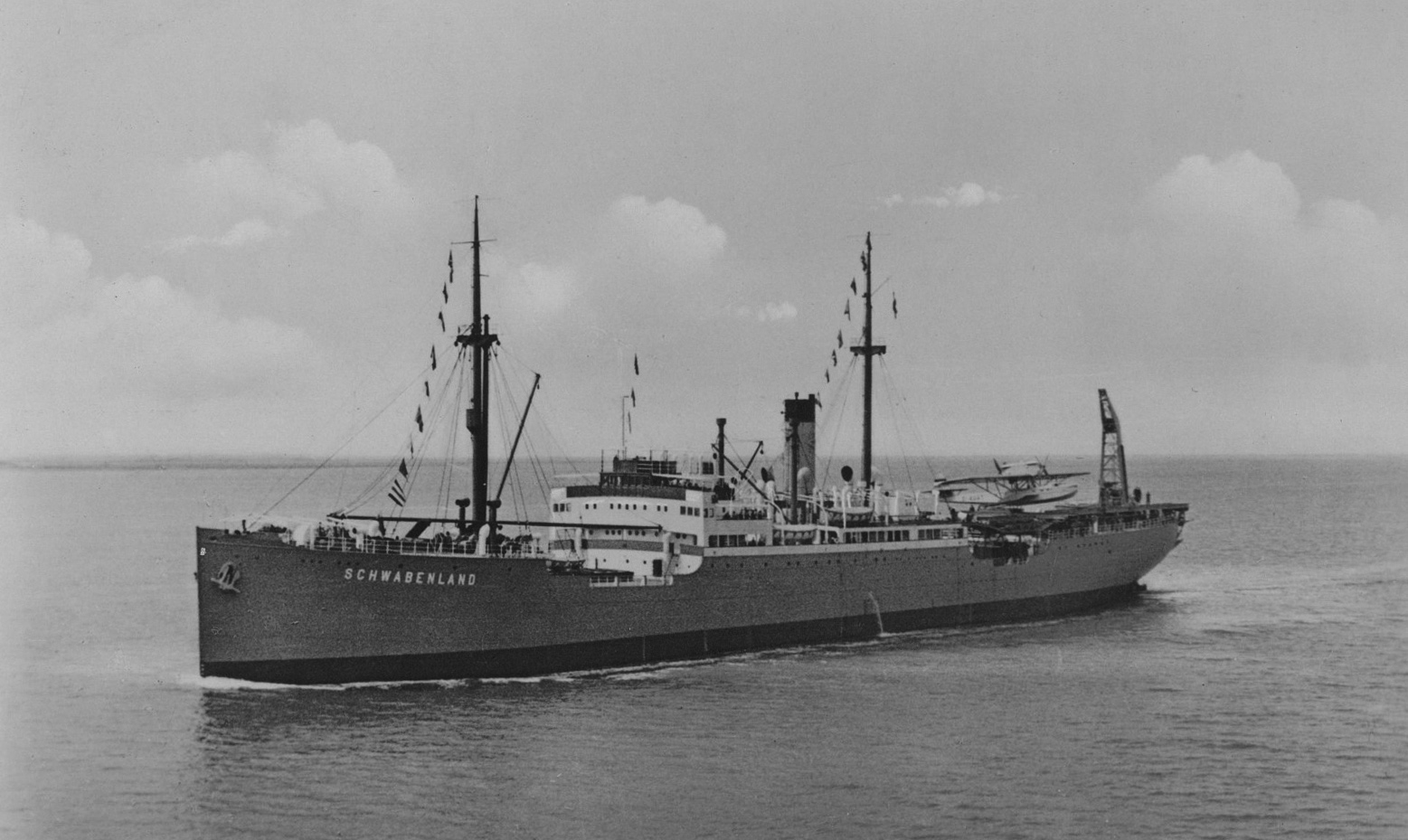
Le MS Schwabenland, vers 1938.

La Nouvelle-Souabe était une zone de terre revendiquée par l'Allemagne nazie dans le cadre de la revendication territoriale de la Reine-Maud de Norvège. La terre est explorée en 1939 par l'équipage du MS Schwabenland de la troisième expédition antarctique allemande qui a appareillé le 17 décembre 1938 de Hambourg dans le but d'établir une base baleinière allemande en Antarctique pour la flotte baleinière allemande nouvellement constituée. Hitler tentait cette expédition pour créer une production de graisse à partir de matières premières telles que l'huile de baleine et d'éviter ainsi de dépendre des importations de graisse de Norvège. L'expédition était dirigée par le capitaine Alfred Ritscher qui avait une expérience antérieure dans les expéditions polaires. Le navire débarque sur la côte Princess Martha le 19 janvier 1939, où les premières recherches sont entreprises après la construction d'une base temporaire. Ils plantent des drapeaux allemands sur la côte et arpentent la zone en enregistrant des réserves de revendications à des endroits importants le long de la côte. Le MS Schwabenland emporte deux hydravions Dornier Wal qui effectueront quinze vols de relevé photographique au total avec 16 000 photographies aériennes prises de la région de Neuschwabenland. L'expédition quitte l'Antarctique le 6 février 1939 et atteint Hambourg le 11 avril 1939. L'Allemagne nazie ne développera jamais un quelconque type d'établissement permanent en Antarctique et renoncera à sa revendication sur la région de la Nouvelle-Souabe en 1945 après sa défaite lors de la Seconde Guerre mondiale.

## Expédition de service en Antarctique des États-Unis (1939-1941)

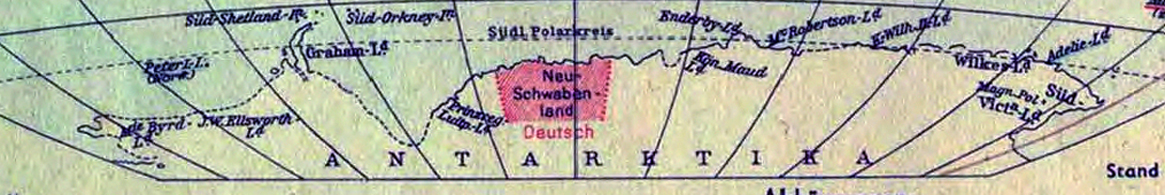
Carte allemande de la région de Neuschwabenland (1941).

L'expédition de service en Antarctique des États-Unis est la première expédition en Antarctique financée par le gouvernement depuis l'expédition d'exploration des États-Unis (1838-1842) et est dirigée par Richard E. Byrd, un célèbre explorateur polaire réputé pour ses précédentes expéditions en Antarctique. La troisième expédition antarctique allemande (1938-1939) créa un sentiment d'urgence pour le gouvernement américain pour établir une colonie permanente en Antarctique. Commandé par le président Franklin D. Roosevelt en 1939, Richard. E Byrd fournit une grande partie de l'équipement qui sera conçu pour l'utilisation de sa propre expédition planifiée financée par des fonds privés. L'expédition est planifiée à la hâte, Byrd n'ayant eu que 4 mois de préparations. L'expédition débute à la fin de 1939 lorsque 125 hommes embarquent sur les navires Bear of Oakland et USMS North Star. Selon les ordres de Roosevelt du 25 novembre 1939, le but de l'expédition était de construire et d'entretenir deux bases, la Base Ouest près de la terre du Roi-Édouard-VII et la Base Est près de l'île Charcot. Ils sont également chargés de cartographier les caractéristiques de l'île Heard ainsi que la région de James W. Ellsworth et Marie Byrd, ainsi que la ligne de côte des méridiens entre 72 degrés et 148 degrés ouest. L'équipe réussit à construire à la fois la Base Est et la Base Ouest, cette dernière étant à nouveau utilisée pendant l'expédition de recherche en Antarctique de Ronne.

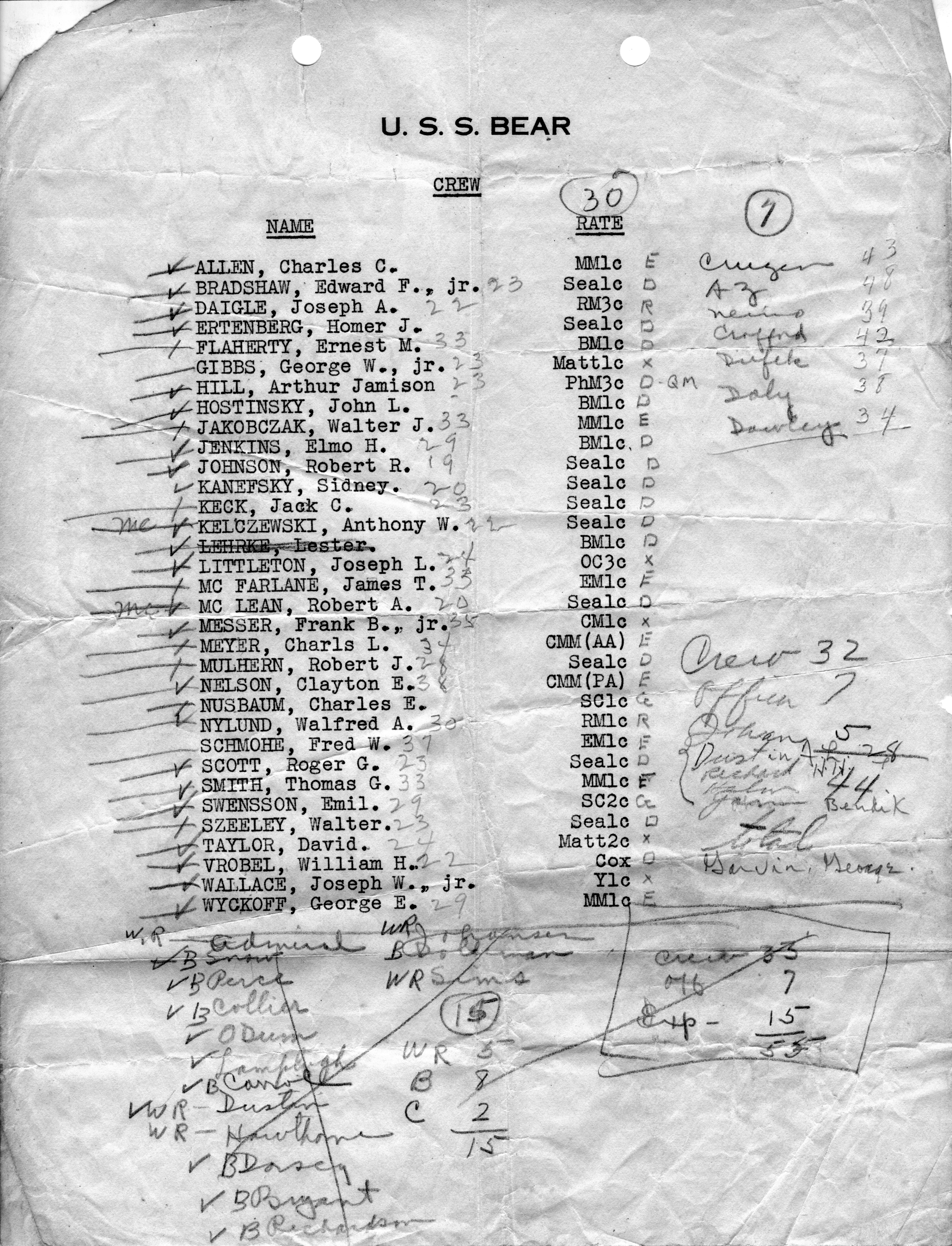
Liste des membres de l'équipage du Bear of Oakland pour l'expédition de 1939-1941 dirigée par Richard E. Byrd.

L'équipe apporte une nouvelle conception de l'Antarctique Snow Cruiser qui avait des pneus lisses sans chenilles, rendant difficile l'adhérence sur la glace antarctique. En raison de ce problème et de la réparation et de l'entretien constants des pneus, le véhicule est abandonné lors de l'évacuation de l'équipe d'expédition et retrouvé à deux reprises des années plus tard lors de l'opération Highjump de 1946-1947 et en 1958. Le véhicule est maintenant sûrement perdu en mer ou enfoui sous des monticules de glace et de neige. L'équipage de la mission dirigé par Richard Black et Paul Siple mène de multiples expériences et observations, notamment la collecte d'échantillons de plantes, d'algues et de lichens. La mission permettra de mieux comprendre la science polaire. Avec l'intensification de la Seconde Guerre mondiale, le gouvernement américain juge sage l'évacuation des deux bases. La Base Ouest est évacuée le 1er février 1941, la Base Est suivant le 22 mars 1941. Les navires USMS North star et Bear of Oakland arrivent respectivement le 5 mai 1941 et le 18 mai 1941.

## Campagne des croiseurs auxiliaires allemands dans le Pacifique (1940-1943)
Pendant la Seconde Guerre mondiale, l'Allemagne nazie met en place une flotte pirate de croiseurs marchands auxiliaires destinés à naviguer à travers le Pacifique et à perturber la navigation alliée. L'objectif principal de ces raiders est de détruire et de capturer les navires ennemis en étant souvent déguisés en vaisseaux neutres. Les Allemands convertissent 9 navires marchands en croiseurs armés avec des canons de 5,9 pouces (150 mm (fr) ou15 cm (de) et des tubes lance-torpilles.
Alors que les navires passent principalement du temps dans les eaux plus chaudes près de l'Asie, beaucoup s'égarent dans des eaux plus froides. L'Atlantis par exemple s'arrête aux îles Kerguelen en décembre 1940 pour un ravitaillement en eau et en nourriture,. Le navire rencontre sa première perte en temps de guerre lorsqu'il perd le marin Bernhard Herrmann après un accident la veille de Noël. Beaucoup de raiders utiliseront les îles comme terrain d'arrêt pour échanger des déguisements et faire le plein. Le croiseur Pinguin capturera une flotte de baleiniers norvégiens le 14 janvier 1941 près de la Géorgie du Sud,.
La présence allemande dans le Pacifique a diminué jusqu'à ce que le dernier navire soit coulé ou capturé au milieu des années 1940.

## Expéditions argentines (1942 et 1943)
L'Argentine a mené deux expéditions pendant la Seconde Guerre mondiale: à la fin de 1942 et en février 1943.

### Expédition de 1942
La première expédition a lieu en 1942 lorsque le navire Primero De Mayo, commandé par Alberto J. Oddera, débarque sur l'île de la Déception où des levés sont effectués. Après l'arpentage, l'équipage de l'expédition plante un drapeau revendiquant la région à l'Argentine.

### Expédition de 1943
L'expédition de 1943 a lieu en février à la suite de la destruction du drapeau des expéditions précédentes par le MV Carnarvon Castle. L'expédition s'est déroulée en grande partie sans incident avec peu d'activité en dehors des relevés photographiques de la région de Port Lockroy.

## OpérationTabarin(1943-1946)

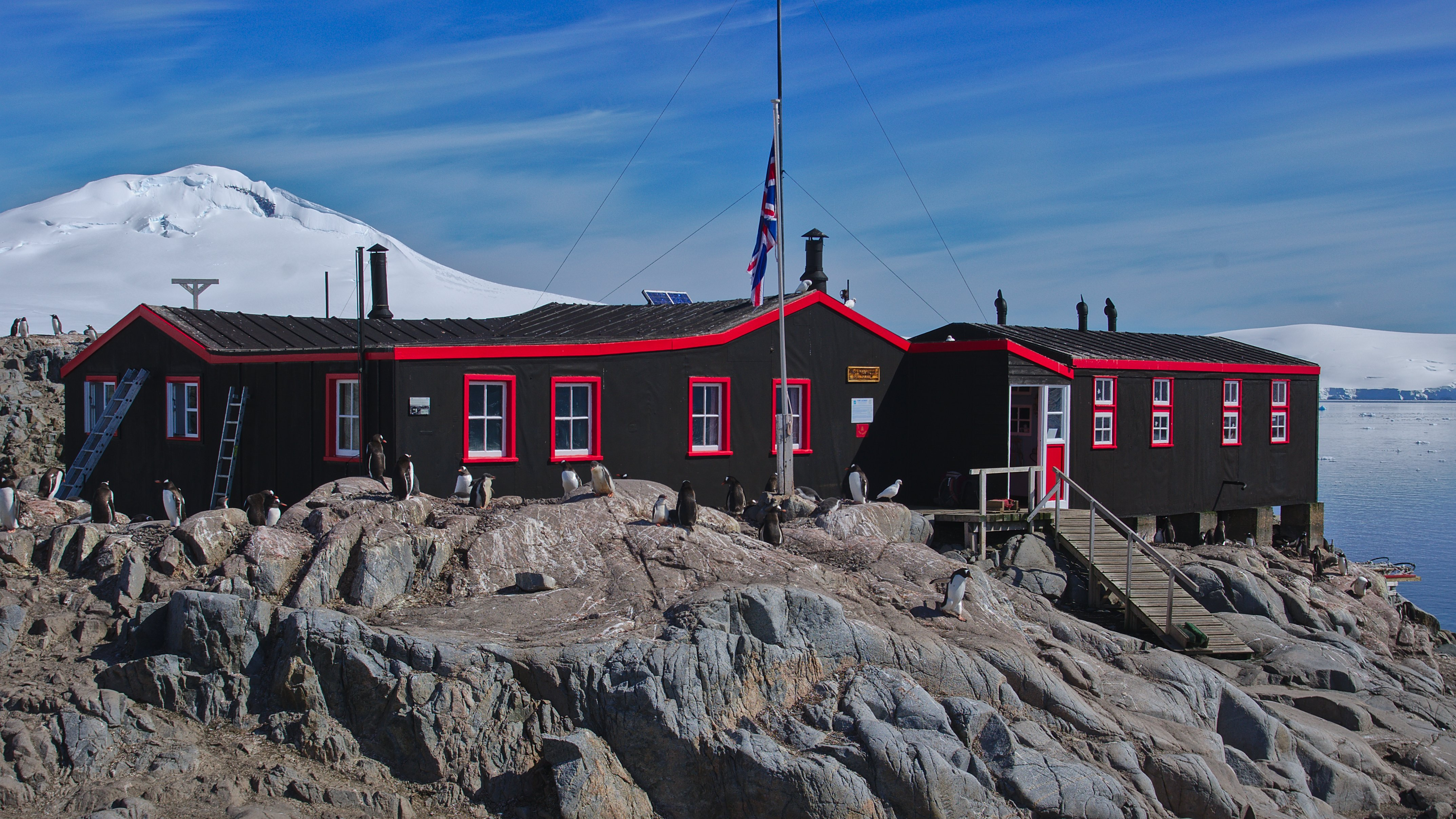
Station A, à Port Lockroy. Actuellement conservé comme musée.

L'opération Tabarin était une mission secrète entreprise par les Britanniques, s'étant déroulée de 1943 à 1946. Son objectif initial était d'établir des bases à Graham Land mais le lieutenant-commandant James Marr, avec l'aide d'un comité de découverte, décide d'étendre sa portée à l'arpentage et à d'autres recherches scientifiques. Cela débute par un prétexte de recherche de sous-marins allemands (Unterseeboot) et d'autres menaces maritimes allemandes dans les mers de l'Antarctique, mais c'est en fait une couverture pour la construction de bases dans un territoire contesté revendiqué par l'Argentine. Dirigée par James Marr, ayant une expérience polaire antérieure, l'équipe de la mission, débarque à Port Foster, sur l'île de la Déception le 6 février 1944 après son départ d'Avonmouth le 14 décembre 1943. 
À mi-chemin du voyage, la force d'expédition change de navire pour le Fitzroy et le William Scoresby, commandés par Victor Marchesi. Ils ne trouvent aucune présence argentine au débarquement à l'exception d'un réservoir de carburant avec un drapeau argentin peint. Ils établissent rapidement un campement dans une ancienne station baleinière norvégienne et installent la Base B en tant que station scientifique, hissant le drapeau de l'Union à son sommet.
Le reste de l'équipe de l'expédition part pour Hope Bay pour installer la Base A le 7 février 1944. En raison de mauvaises conditions météorologiques, le Fitzroy et le William Scoresby partent le 10 février 1944 et établissent leur camp à Port Lockroy. Les deux navires partent pour les Malouines après avoir terminé la hutte principale à Port Lockroy le 17 février 1944. Le bureau de poste est achevé le 23 mars 1944 après le retour du William Scoresby avec davantage d'équipage. Les travaux d'enquête débutent en mai peu de temps après l'annonce de l'expédition au monde entier. Ivan Mackenzie Lamb, scientifique de premier plan de l'équipage, collecte les premiers échantillons de lichen, de vers, d'oursins et d'éponges.
En février 1945, les Fitzroy, William Scorresby et l'Eagle appareillent aux stations A et B avec à leurs bords des scientifiques supplémentaires. Une fois là-bas, l'équipage et l'équipement sont chargés sur le Fitzroy et le William Scoresby et envoyés à dans la baie de Hope pour la construction de la station D tandis que d'autres rejoignent l'île Stonington pour commencer les travaux sur la station E. La construction de cette station sera abandonnée après la démission de James Marr pour des raisons de santé le 7 février. Son successeur Andrew Taylor se concentra sur la station D à Seal Point, qui fut achevée le 20 mars 1945. Après avoir construit une hutte sur l'île du Couronnement, les Britanniques visitent la base météorologique argentine sur l'île de Laurie. Les Britanniques entament trois expéditions en traîneau vers les petites îles de la région telles que Duse Point et Vortex Island d'août 1945 à décembre 1945 après le retour de l'équipe à la station D pour la dernière fois. L'équipe revient avec des échantillons de roches, de lichens, de fossiles et de données scientifiques et d'améliorations graphiques. L'expédition s'achève le 14 janvier 1946. Un mois plus tard le 11 février, tous les membres de l'équipage militaire ont quitté le continent pour leurs pays respectifs. La mission entraîne une expansion des revendications territoriales britanniques sur le continent et d'autres recherches scientifiques,. La station A à Port Lockroy est aujourd'hui conservée en tant que musée,. L'opération Tabarin fut suivie de l'enquête sur les dépendances des îles Falkland.

## Dans la culture populaire

### Bunker secret nazi
Au fil des ans, les rumeurs d'une base allemande cachée dans l'Antarctique ont persisté, découlant des théories de dirigeants nazis évadés et de l'apparition d'un U-boot en juillet 1945. La théorie est avancée par le Hongrois Ladislas Szabo, qui présente l'idée en 1947. De nombreux scientifiques de renom tels que Colin Summerhayes ont réfuté ces théories dans des articles évalués par des pairs,,. Ils prouvent à travers des documents déclassifiés que le régime nazi n'était présent en Antarctique qu'un mois en 1939 lors d'une simple expédition d'arpentage qui laissait peu de temps pour construire une structure de la taille d'une ville dans la glace.